# Banque de Savoie
La Banque de Savoie était un établissement bancaire d'État relevant du royaume de Sardaigne, puis du Second Empire français. Elle était chargée de l'émission de la monnaie savoisienne ayant cours international officiel. Historiquement basée à Annecy et Chambéry, elle fut active de 1851 à 1865 avant d'être absorbée par la Banque de France, malgré le Traité de Turin relatif au rattachement de la Savoie à la France en 1860.
En 1912, un nouvel établissement bancaire, dont le siège social est à Chambéry, reprend ce nom mais n'a pas de lien avec le premier établissement connu sous ce nom.

## Historique

### La Banque de Savoie, banque d'État du royaume de Sardaigne (1851-1865)
La Banque de Savoie apparaît en vertu de la loi royale sarde du 26 avril 1851. Elle est alors la Banque d'État du duché de Savoie, elle frappe et émet la monnaie fiduciaire ayant cours légal en Savoie, elle est économiquement constituée sous la forme d'une société anonyme de crédit (prêt à 5 %), d'escompte et d'émission. Elle a son siège social à Annecy, rue du Pâquier, dans l'Hôtel de Sales, et une succursale à Chambéry. Elle succède à la "Banque d'Annecy", approuvée par édit royal du 18 avril 1840 pour dix ans. Le président du conseil d'administration de la Banque est le baron Scipion Ruphy.

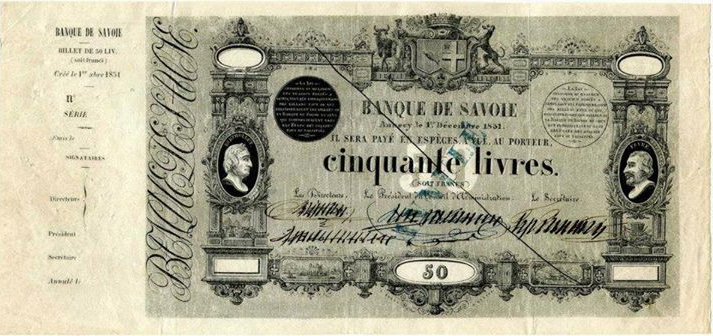
Billet de banque en livres savoyardes, également dites livres savoisiennes, émis par la Banque de Savoie, avant 1860.

Elle est dotée d'un capital initial de 800 000 livres savoyardes, puis 1,6 million en 1853, pour passer à 2 millions 3 ans plus tard, pour enfin atteindre 4 millions de livres savoyardes à la veille de l'Annexion en 1860,, François Bétrix étant son directeur.
À la suite de l'annexion de la Savoie à la France en 1860, une « affaire de la Banque de Savoie » se développe. La convention du 24 août 1860 garantissait le privilège à la banque savoyarde pour l'émission de monnaie fiduciaire. La Banque de France revendique son monopole et absorbe la seconde en 1865, après que la Banque de Savoie, en 1864, eut demandé à augmenter son capital à 40 millions de francs par la mise en place de 36 000 actions. Le décret impérial du 8 avril 1865 autorise la cession du privilège d'émission de la Banque de Savoie à la Banque de France.
La disparition de la Banque de Savoie est suivie de celle du Crédit mobilier en 1867.

### La "Banque de Savoie", établissement privé
Un établissement de crédit à l'enseigne "Banque de Savoie" naît en 1912 de la "fusion de petites banques locales" dont la Banque Chambre. Devenue une banque privée régionale, la famille Chambre dirige le nouvel établissement : 
- Charles Chambre (1880-1942) ;
- son fils, Jean Chambre (1909-1999), PDG de 1943 à 1979 ;
- son fils, Jean-Charles Chambre (1939-2017), PDG à partir de 1979.

Le siège social chambérien de la rue Favre est détruit lors d'un bombardement, le 26 mai 1944. Il est alors remplacé par un bâtiment situé au 6 boulevard du Théâtre.
La Banque de Savoie est rattachée au CCF en 1993. HSBC devient le premier actionnaire du CCF. Ce dernier évolue, en 2005, en HSBC France.
Le 2 juillet 2008, HSBC France revend au Groupe Banque Populaire les banques régionales françaises dont la Banque de Savoie, achetée par la Banque populaire des Alpes, la Société marseillaise de crédit, la Banque Dupuy de Parseval, etc. 
Au 31 décembre 2017, la Banque de Savoie possède un réseau de 48 agences dans les cinq départements de l'Ain, de Savoie, de Haute-Savoie, de l'Isère et du Rhône.